# Как живёте, караси?
«Как живёте, караси?» — российский двухсерийный художественный фильм 1991 года, снятый Михаилом Швейцером и Софией Милькиной.
Название и сюжет отсылают к песне Александра Галича «Желание славы» (1967), исполняемой в фильме, а в конечном итоге восходят к детскому стихотворению В. П. Катаева «Радио-жирафф» (1926): «Злая щука поскорей / Вызывает карасей: / — Как живёте, караси? / — Ничего себе, мерси!».

## Сюжет
Действие происходит в самом начале 1990-х годов. Основные события перемежаются с чёрно-белыми кадрами флэшбека, в котором бард (в образе Александра Галича) на квартирном концерте исполняет под гитару песню «Желание славы», а среди слушающих есть некоторые персонажи фильма.
Отставной полковник КГБ Иннокентий Всеволодович Картошкин, уйдя на пенсию, продолжает хранить у себя на даче картотеку и протоколы допросов людей, сотрудничавших в прежние годы с Комитетом. Время от времени он снова вызывает их, отправляя им по почте повестки, и, угрожая разоблачением в «стукачестве», вновь требует предоставлять отчёты об их окружении. Среди этих людей — политики, писатели, художники, бывшие диссиденты. В их числе филолог и правозащитник Дмитрий Никитович Тищенко, которого с Картошкиным связывают и личные отношения — когда-то Тищенко, будучи женатым, находился в связи с дочерью Картошкина, умершей при родах дочери. Внучку Машеньку Картошкин воспитывал один и никогда не показывал её Тищенко. Между тем, Машенька знакомится с Никитой, сыном Тищенко, однако оба они не подозревают, что являются единокровными братом и сестрой. Узнав, что его сын встречается с внучкой полковника, Тищенко пытается запретить ему видеться с ней, не объясняя причин, что приводит к ссоре с Никитой. Тищенко делает попытку заявить в КГБ о том, что Картошкин шантажирует людей документами о сотрудничестве, но майор, с которым он разговаривает, отказывается что-либо предпринимать.
Между тем, узнав о том, что у полковника на даче есть огромный подвал, им начинает интересоваться местная преступная группировка. Однажды ночью они врываются на дачу и, избив полковника, ищут в подвале ценности, однако к своему разочарованию находят только бумажный архив. На место прибывает глава преступной группировки («Человечек»), который понимает, что из документов полковника можно извлечь немалый доход. Он устанавливает на даче полковника дежурство своих людей, приглашает к нему врачей, создаёт ксерокопии документов и начинает сам шантажировать бывших «клиентов» Картошкина, вымогая у них деньги. Он также связывается с главным редактором одной из центральных газет (на которого у Картошкина также есть досье) и договаривается о сотрудничестве.
Тем временем Тищенко собирает знакомых, которые в своё время сотрудничали с КГБ, и предлагает им уничтожить архив полковника. Ночью милиция нападает на людей Человечка, однако в перестрелке все погибают. Тищенко обливает бензином архив полковника и поджигает его.
В эпилоге, происходящем в 1993 году, на лондонском аукционе «Филлипс» в качестве одного из лотов предлагается «архив полковника Картошкина». За него торгуются Человечек и майор КГБ, и в результате архив выкупает Человечек. Титры фильма идут под фонограмму передачи «Поле чудес» с Владом Листьевым.

## В ролях
Примечание: имена персонажей в титрах не указываются и приводятся по опубликованному сценарию фильма.
- Николай Пастухов — полковник Иннокентий Всеволодович Картошкин
- Валерий Золотухин — профессор Дмитрий Никитович Тищенко
- Анна Назарьева — Машенька, внучка Картошкина
- Евгений Миронов — Никита, знакомый Маши
- Леонид Куравлёв — высокий начальник
- Евгений Евстигнеев — Анатолий, диссидент-эмигрант
- Алексей Заливалов — Александр Галич
- Николай Кочегаров — Егоров, товарищ майор
- Александр Калягин — Человечек, глава преступной организации
- Павел Семенихин — столяр
- Борис Клюев — Борис Ильич, художник
- Виктор Махмутов — Гурьевич Козюкс, карась
- Владимир Симонов — карась-депутат
- Георгий Мартиросян — карась-демагог
- Евгений Козловский — бородатый оратор
- Елена Королёва — Нина
- Ирина Литт — Неля, медсестра
- Вера Майорова — жена Тищенко
- Владимир Князев — Сергей Константинович, главный редактор модного журнала
- Владимир Тюкин — профессор «Людовед»
- Валерий Малышев — командир, организатор уничтожения архива
- Игорь Муругов — «Жесткоглазый», руководитель операции по захвату дачи

## Съёмочная группа
- Авторы сценария: Евгений Козловский, София Милькина, Михаил Швейцер
- Режиссёры: София Милькина, Михаил Швейцер
- Оператор — Александр Ильховский
- Композитор — Алексей Заливалов
- Художник — Евгений Черняев

## Сценарий
Сценарий фильма, написанный Евгением Козловским по идее и при участии Софии Милькиной, был впервые опубликован в альманахе «Киносценарии» под названием «Как жуёте, караси?» в 1990 году, когда фильм находился в процессе съёмок. В 1990-е годы он также дважды печатался в сборниках. В издании 1995 года сценарий дополнен Прологом, действие которого происходит в Подмосковье в 1971 году, когда Дима (Дмитрий Тищенко) с женой присутствует на даче знакомых на концерте «Барда»; при этом Дима обнаруживает, что напротив дачи знакомых строит себе дачу не кто иной, как подполковник Картошкин, отец его любовницы Марины.
Основное действие, согласно сценарию, происходит в 1990 году, а эпилог в 1995 году. При этом в сценарии Тищенко перед поджогом дома убивает Картошкина из пистолета, чего в фильме не происходит. Кроме того, в сценарии также не утверждается, что именно глава мафии («Человечек») выкупил на аукционе архив полковника.

## Критика
Валерий Кичин в заметке, опубликованной вскоре после выхода фильма, назвал его «фильмом о стукачах», отметив, что он «никогда не думал, что об этом позоре и драме страны можно сделать оперетту. Правда, скучную». Критик отмечает, что в «благом намерении» авторов «кое-что смущает», поскольку оказывается, что «чуть ли не все стучали друг на друга», а тогда остаётся непонятным, «до кого, а главное, до чего пытаются достучаться» авторы фильма.
Лев Аннинский отмечает, что в завязке фильма «есть нечто фарсовое»: «Фарс задан как стилевая система отсчёта», однако при этом «фарсовая стилевая поверхность всё время находится в драматичном,〈…〉 кровоточащем контакте с серьёзностью и глубиной затронутой здесь проблемы», которую критик обозначает как «повальное доносительство».